# Selenaria occidenta
Selenaria occidenta är en mossdjursart som beskrevs av Cook och Chimonides 1985. Selenaria occidenta ingår i släktet Selenaria och familjen Selenariidae. Inga underarter finns listade i Catalogue of Life.